# Jorge González Reyna
Jorge González Reyna, (Saltillo, Coahuila, México; 14 de octubre de 1920 - Monterrey, Nuevo León, México; 4 de junio de 1969) fue un destacado arquitecto mexicano, egresado de la Universidad de Harvard y Director de la Facultad de Arquitectura de la Universidad Nacional Autónoma de México entre 1961 y 1964.

## Biografía

### Etapa académica

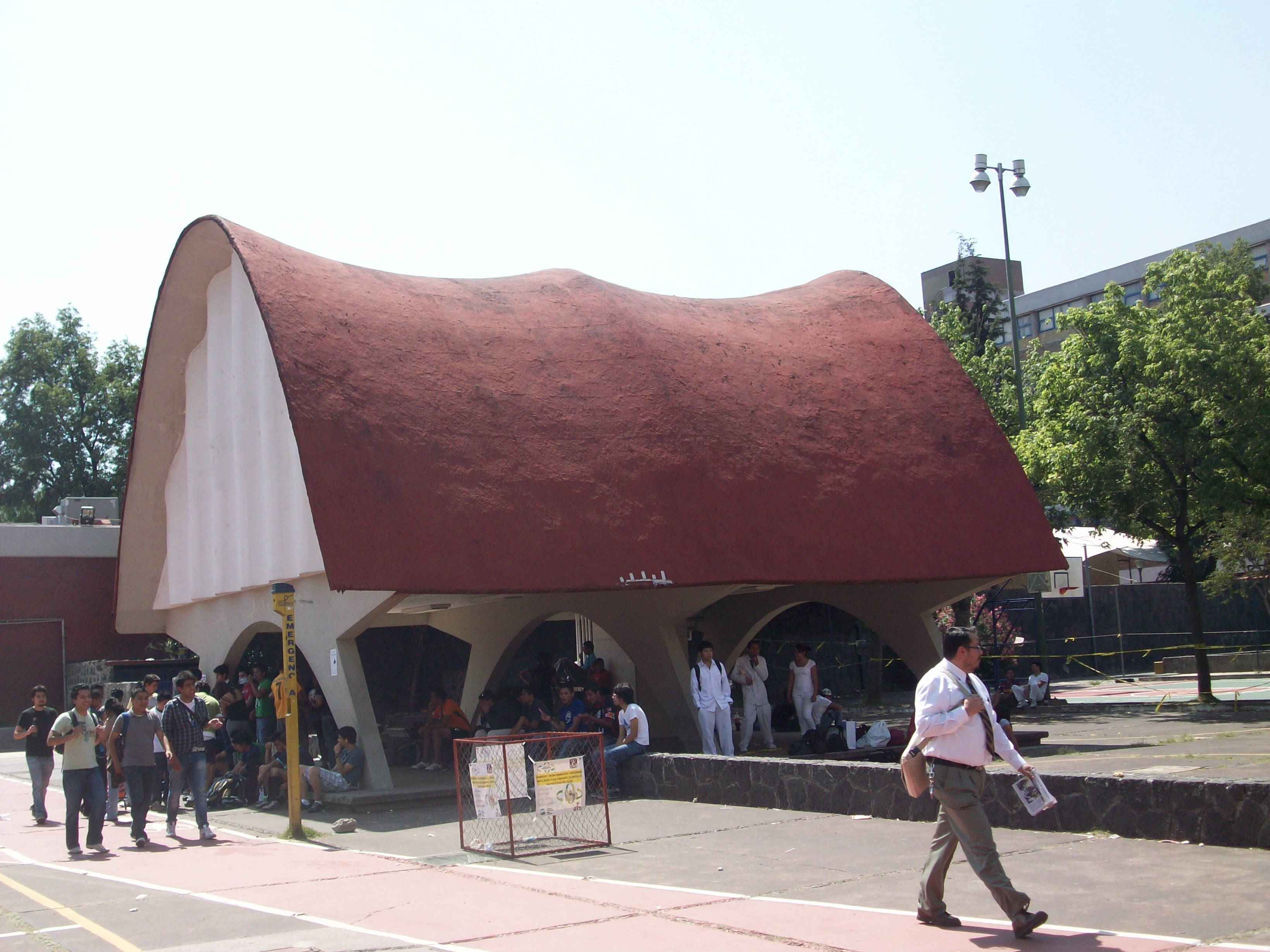
Pabellón de Rayos Cósmicos, en colaboración con Felix Candela, UNAM.

El Arquitecto Jorge González Reyna nació en la Ciudad de Saltillo, en el norteño Estado de Coahuila en 1920. Inició sus estudios de educación básica en la Ciudad de México, concluyendolos en Brownsville, Estados Unidos.
Estudió arquitectura en la Universidad de Texas en Austin, habiendo tenido como profesor a Hugo Leipziger-Pierce. Posteriormente obtuvo una beca completa para estudiar la Maestría en Arquitectura en la Universidad de Harvard bajo la tutela de Walter Gropius.
Aunado a un vasto ejercicio profesional dentro de la arquitectura habitacional e industrial, González Reyna, como Director de la Facultad de Arquitectura de la UNAM entre 1961 y 1964, organizó el Congreso Internacional de Arquitectura en la Ciudad de México en el que participaron destacados arquitectos e ingenieros como Alvar Aalto, Buckminster Fuller, Richard Neutra, Walter Gropius, Mies van der Rohe, entre otros.
Durante su gestión como director de la entonces Escuela Nacional de Arquitectura (ENA) de la UNAM, se creó el Ateneo Cultural de la ENA, en el que participaron Carlos Pellicer, Alfonso Caso, entre otros destacados intelectuales y académicos universitarios. Fue fundador a su vez de la Asociación de Escuelas y Facultades de Arquitectura de la República Mexicana, que es en la actualidad la Asociación de Instituciones de Enseñanza de la Arquitectura (ASINEA) en México. También creó la Asociación de Egresados de la Escuela Nacional de Arquitectura (hoy Facultad de Arquitectura, Sociedad de Exalumnos FASE) y se rescató el Fideicomiso que permite que se efectúe anualmente el Premio Nacional de Composición Arquitectónica "Alberto J. Pani".
Falleció en un accidente aéreo con destino a Monterrey, Nuevo León en 1969. Desde finales del siglo pasado el Taller E de la Facultad de Arquitectura de la UNAM lleva su nombre en reconocimiento a su obra y trayectoria.

### Trabajos y proyectos
Entre los numerosos proyectos y edificios ejecutados por Jorge González Reyna se destacan los siguientes:
1945-1947
- Iglesia Jesuita de Cristo Rey en Saltillo, Coahuila, México. (Proyecto con la asesoría de Walter Gropius).
- Fábrica de la Compañía Industrial de Azcapotzalco S. A. en México, D. F.. (50 000 m²)
- Fábrica para Crown Cork de México en Vallejo, México, D. F.

1948-1950
- Casa habitación en Ámsterdam 63, Col. Condesa, México, D. F..
- Fábrica textil Marvella en Azcapotzalco, D. F., México.
- Pabellón de Rayos Cósmicos en Ciudad Universitaria, México, D. F.. En colaboración con Félix Candela.
- Fábrica para Crown Clork en São Paulo, Brasil.

1953-1960
- Edificio Industrial en Escape 16, Naucalpan, México.
- Clínica Médica en Chilpancingo 56, Colonia Roma, México, D. F..
- Edificio de Oficinas en Av. Insurgentes Sur esq. Holbein, México, D. F..
- Laboratorios Syntex, Carretera México-Toluca, México.
- Laboratorios Ayerst & ICI, Naucalpan, Edo. de México.
- Fábrica Química Sol, Lerma, Edo. de México.
- Clínica médica en Herschell 28, esquina Kelvin, Polanco, México, D. F..

1960-1969
- Edificio de departamentos en Adolfo Prieto 616, Col. Del Valle, México, D. F.
- Planta de fuerza para Hylsa, Monterrey, México.
- Casa La Ventura, para Bernardo Garza Sada. San Pedro Garza García, México.
- Símbolo Ford, Cuautitlán, México.
- Edificio Corporativo de Hylsa, Monterrey, México.
- Oficinas de Financiera Aceptaciones en Av. Insurgentes Sur 1357, esq. Algeciras, México, D. F.